# Графична проекция
 Тази статия е за математическото понятие Проекция.  За  психологическото понятие Проекция вижте Проекция (психология).  
Проекцията (на латински: projectio – изхвърляне напред) е изобразяването на триизмерна фигура върху равнина – т.нар. картинна (проекционна) равнина. С термина проекция се означава също така и методът за построяване на такова изображение.
Проекционният метод за изобразяване на предметите се основава на зрителното им представяне. Ако съединим всички точки на предмета с прави линии (проекционни лъчи) с постоянна точка О (център на проекцията), в която се предполага, че е разположено окото на наблюдателя, то при пресичането на тези лъчи с равнина се получава проекция на всички точки на предмета. Ако съединим тези точки с прави линии в същия ред, както са съединени в предмета, ще получим върху равнината перспективно изображение на предмета или централна проекция.
За разлика от рисуването в перспектива, при начертаването на даден предмет в проекция погледът на човека, правещ скицата или чертежа, е насочен фронтално както спрямо горния, така и спрямо долния ръб на предмета. При този начин на разглеждане страната на един куб се вижда като квадрат, а при проектирането в перспектива предметът се намира под нивото на очите и рисунката прилича на трапец, т.е. горният ръб отговаря на голямата основа на трапеца, а долният ръб отговаря на малката основа.
Съществуват две системи за проектиране: европейска и американска. При европейската система лицето на лявата страна на предмета се проектира отдясно на фронталния поглед. Лицето на горната страна се проектира под фронталния поглед, а на долната страна – отгоре. Гърбът на предмета се рисува отстрани на страничните погледи.
Ако отдалечим центъра на проекция безкрайно далече, проекцията се нарича паралелна, а ако при това проекционните лъчи падат перпендикулярно към равнината – ортогонална проекция.
Проекцията се прилага широко в техническото чертане, архитектурата, живописта и картографията.
С изучаване на проекциите и методите за проектиране се занимава дескриптивната геометрия.